# Bernhard Hoffmann (Politiker, 1871)
Bernhard Hoffmann (* 28. November 1871 in Yokohama; † 17. Juni 1958 in Vitte auf Hiddensee, Vorpommern) war ein deutscher Verwaltungsjurist und Politiker (DNVP).

## Leben
Hoffmann war der Sohn des Oberstaatsarztes und Leibarztes des Mikado Theodor Hoffmann. Er heiratete am 15. März 1899 Antoinette von Pilgrim (1878–1960) aus Minden. Bis 1890 besuchte er das Leibniz-Gymnasium in Berlin und studierte dann in Genf, Tübingen und Berlin Rechtswissenschaften. 1894 wurde er Referendar in Berlin und 1903 Regierungsassessor in Stettin, dann in Teltow. 1908 wurde er kommissarisch, 1909 definitiv Kreisamtmann im Kreis Pyrmont. 1918 wurde die Amtsbezeichnung in Landrat geändert. 1920 wurde er Oberregierungsrat und Leiter der Präsidialstelle des Landesfinanzamts Breslau. 1937 trat er in den Ruhestand.
1911 bis 1914 war er Abgeordneter im Landtag des Fürstentums Waldeck-Pyrmont. Er wurde für den Wahlkreis Pyrmont gewählt. Nach der Novemberrevolution wurde er 1919 für die DNVP in die Verfassungsgebende Waldeck-Pyrmonter Landesvertretung gewählt.